# 死亡平方
《㗊》（又译作）是一款由SMG Studio独立开发的多人解密游戏。该款游戏于2017年3月13日在Steam平台上发售。2017年7月13日在任天堂Switch平台上发售。

## 发行
2017年10月16日，薪火游戏在上海举行的Weplay游戏文化展上宣布，任天堂Switch版将推出官方中文化，官方中文名定为“㗊”。

## 评价
网易爱玩网给出8分（满分10分）。